# Noventa di Piave
Noventa di Piave – miejscowość i gmina we Włoszech, w regionie Wenecja Euganejska, w prowincji Wenecja.
Według danych na rok 2004 gminę zamieszkiwały 5952 osoby, 330,7 os./km².